# Cattedrale di Leicester
La cattedrale di Leicester, anche nota come cattedrale di San Martino (in inglese Cathedral Church of St Martin) è la chiesa principale della diocesi anglicana di Leicester, nel Leicestershire (Inghilterra).

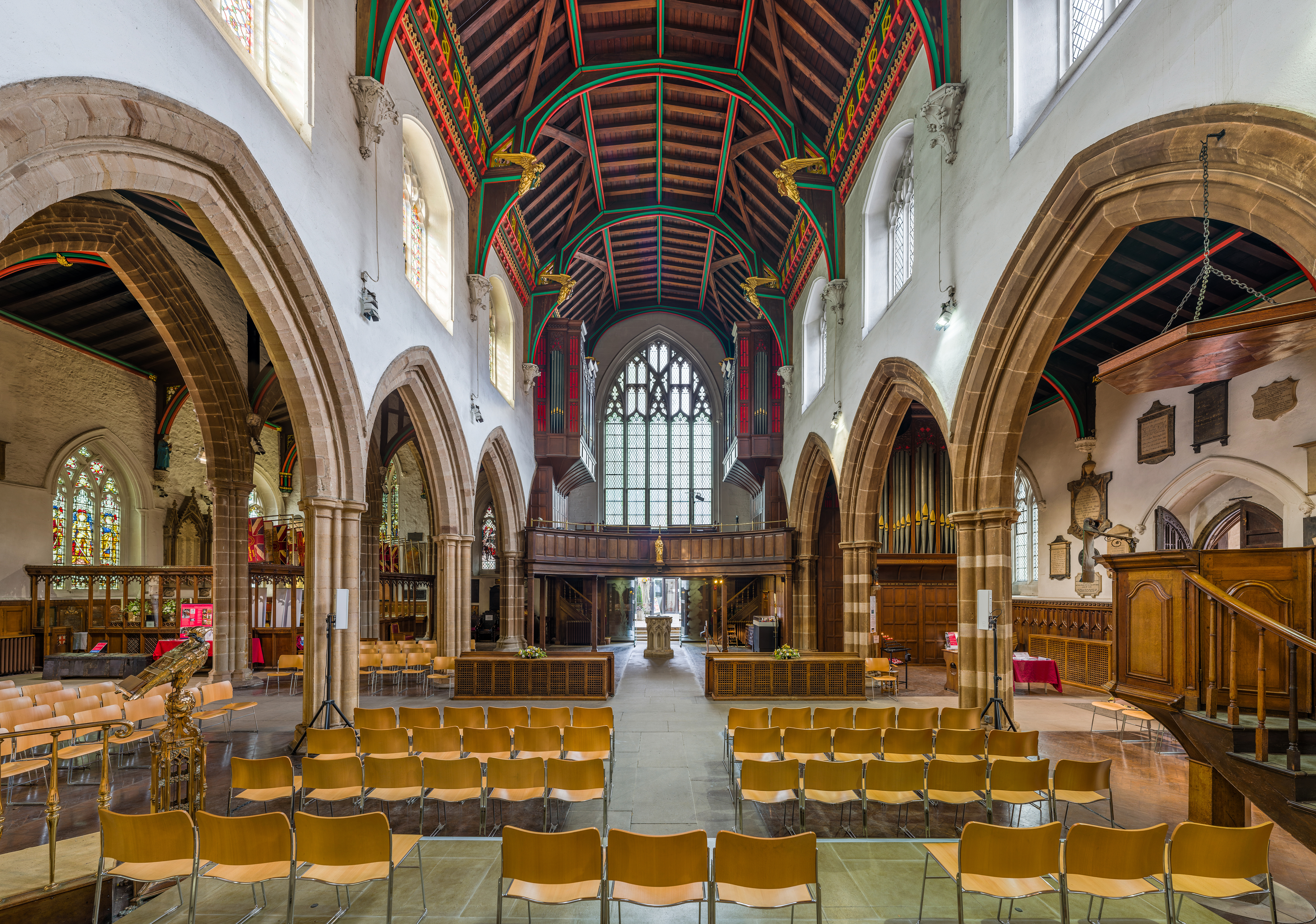
L'interno della cattedrale

Nel settembre del 2012 un team di archeologi dell'ateneo locale scoprirono i resti di re Riccardo III d'Inghilterra sotto un parcheggio della città. Questi, il 26 marzo 2015, furono sepolti nella cattedrale.